# Carme Guasch i Darné
Carme Guasch i Darné (Figueres, 3 ottobre 1928 – Badalona, 22 agosto 1998) è stata una poetessa spagnola in lingua catalana.

## Famiglia e studi
Figlia di Carme Darné, modista di cappelli da donna, e Antoni Guasch, insegnante e uomo d'affari. Dopo aver studiato presso il Liceo Ramon Muntaner, espresse il desiderio di proseguire gli studi universitari. I suoi genitori acconsentirono a rigorosa condizione che residesse nella strutture delle monache teresiane. Si laureò in Filosofia e Lettere e iniziò subito ad insegnare, attività che continuò ad ardere per tutta la vita. Unì la vocazione per l'insegnamento alla passione per la poesia, che nacque all'ombra del poeta Carles Fages de Climent. 
Nel 1954 sposò Antoni Soler, impiegato di banca, che aveva conosciuto attraverso il teatro amatoriale durante il catechismo, a cui lei partecipava come autrice e lui come attore e regista. I due dovettero lasciare Figueres a causa del lavoro in banca di lui e la nostalgia per questa città li accompagnò durante il loro esodo attraverso diverse città catalane. Carme Guasch lavorava come madre e insegnante, ma trovava sempre il tempo per scrivere poesie. La morte del marito nel 1982 e l'andare in pensione pochi anni dopo le permisero una dedizione più intensa all'attività letteraria, che diede i suoi frutti sotto forma di un romanzo, vari racconti e raccolte di poesie. Nel 1989 ha vinto il Premio Víctor Català per la sua raccolta di racconti Situacions insulars. La sua produzione letteraria ruota sempre attorno al sentimento di smarrimento in seguito alla morte del suo grande amore. 
Carme Guasch si ammalò di cancro e morì, dopo una lunga lotta con la malattia, il 22 agosto 1998 a Badalona, mentre stava preparando una grande festa per celebrare i suoi settant'anni.

## La scrittura
Dedita all'insegnamento della lingua e della letteratura catalana, iniziò a pubblicare in età adulta, soprattutto poesia, prediligendo la forma del sonetto: Vint-i-cinc sonets i un dia, Pràctica de vida, Amat i amic. Fu studentessa al liceo Ramon Muntaner di Figueres. 
Negli anni Sessanta, parallelamente alla collaborazione con la stampa, Guasch partecipa attivamente all'organizzazione annuale del Festival "Festa della Poesia", tenuto da Atenea, il Gruppo Cultura del Casino Menestral di Figueres, insieme ai principali promotori di questo : Carles Fages de Climent e Jaume Maurici. Allo stesso tempo, Carme Guasch partecipa spesso a concorsi di poesia e nel 1969 vince il Premio di poesia Ciutat d'Olot. L'anno successivo ottiene la Viola d'Argento ai Jocs Florals di Manresa. A questo seguirono altri premi ai Jocs Florals di Perpignan, Figueres, Calella e Barcellona. 
Il suo ultimo lavoro - Interiors - ha segnato il suo primo tentativo - molto apprezzato dalla critica - di coltivare il verso libero. 
Come narratrice, ha vinto il Premio Victor Català per i racconti con Situacions Insulars . Pubblicò anche la raccolta El llit Isabelí e un'impressionante testimonianza autobiografica, Trena de cendra, in cui raccontava la storia d'amore vissuta con suo marito, Antoni Soler, la sua malattia e morte, e il successivo superamento del lutto, che peraltro è stato un tema ricorrente nella sua opera poetica. 
Era la madre del presentatore e scrittore Toni Soler e della scrittrice e giornalista Silvia Soler. 